# Духов, Борис Иннокентьевич
Борис Иннокентьевич Духов (9 ноября 1937, Красноярск, РСФСР — 28 июля 2011, Москва, Российская Федерация) — командующий войсками ПВО Сухопутных войск Вооружённых Сил РФ (1991—2000), генерал-полковник (октябрь 1988).

## Биография
В 1959 году окончил Киевское высшее инженерно-артиллерийское училище и в 1977 г. — Военную академию Генерального штаба Вооружённых Сил СССР.
- 1960—1961 гг. — начальник группы радиотехнической батареи в Киевском военном округе,
- 1961—1963 гг. — начальник первого отделения — старшего офицера наведения радиотехнической батареи отдельного зенитного ракетного полка,
- 1963—1966 гг. — командир радиотехнической батареи — заместитель командира зенитного ракетного дивизиона по инженерно-ракетной службе отдельного зенитного ракетного полка (С-75),
- 1966—1968 гг. — командир зенитного ракетного дивизиона отдельного зенитного ракетного полка (С-75) 1-й гвардейской танковой армии Группы Советских войск в Германии,
- 1968—1970 гг. — заместитель командира,
- 1970—1974 гг. — командир зенитного ракетного полка «Куб» 4-й гвардейской танковой дивизии Московского военного округа,
- 1974—1977 гг. — заместитель начальника войск ПВО Московского военного округа,
- 1977—1980 гг. — начальник войск ПВО Северо-Кавказского военного округа,
- 1980—1984 гг. — командующий ПВО Туркестанского военного округа,
- 1984—1986 гг. — командующий ПВО Юго-Западного направления,
- 1986—1991 гг. — начальник Военной академии ПВО Сухопутных войск имени Маршала Советского Союза Василевского А.М.(Киев, Воздухофлотский проспект,28)
- 1991—2000 гг. — командующий войсками ПВО Сухопутных войск РФ.

С 2000 г. в отставке.
Похоронен на Троекуровском кладбище.

## Награды
Награждён орденами Красного Знамени, Красной Звезды, «За службу Родине в Вооружённых Силах СССР» III степени, «За военные заслуги», многими медалями.
Член-корреспондент Российской академии ракетных и артиллерийских наук, заслуженный военный специалист РФ.